# Revel Presents: Beyoncé Live
Revel Presents: Beyoncé Live (conosciuto anche come Back to Business) è il terzo residency show della cantante Beyoncé, svoltosi al resort e casinò Revel di Atlantic City. Gli spettacoli ebbero il compito sia di promuovere l'album 4 sia di inaugurare il locale del loro svolgimento.
Iniziò il 25 maggio 2012 e si concluse quattro giorni dopo, il 29 maggio. Beyoncé affermò che, per questo show, dovette tornare nei panni del suo alter-ego Sasha Fierce.
La cantante, con questo residency, colse l'occasione di mostrare al pubblico uno spettacolo più elaborato rispetto ai precedenti spettacoli fissi da lei tenuti. Lo si poteva notare già dal palco, che era più grande e munito di alcuni schermi LED, dove venivano proiettati vari video di sfondo.

## Critica
Diversi critici elogiarono il fatto che la cantante sia voluta tornare sulle scene pochissimo tempo dopo la nascita di sua figlia Blue Ivy Carter, oltre che lo show in sé. Per esempio, Glen Gamboa di New Day dichiarò che fu il più grande show a cui lei avesse mai assistito, per poi continuare dicendo che la cantante diede la prova di poter essere artista e mamma allo stesso tempo; Chaty Rainone di WVIT disse che Beyoncé sembrava "più feroce che mai" durante gli spettacoli. Elisa Gardener di USA Today descrisse Beyoncé come gentile, affascinante e impeccabile.

## Curiosità
Tra i vari stilisti che realizzarono gli abiti per lo show, per esempio Swarowski e Dolce & Gabbana, era presente anche la madre di Beyoncé: Tina Knowles.

## Scaletta
1. End of Time
2. Love on Top
3. Get Me Bodied / Baby Boy
4. Crazy in Love
5. Diva
6. Naughty Girl
7. Party
8. Dance for You
9. Freakrum Dress
10. I Care
11. Schoolin' Life
12. 1+1
13. I Miss You
14. Resentment
15. If I Were a Boy / Ex-Factor
16. Flaws and All
17. Irreplaceable
18. Countdown
19. Jumpin', Jumpin'
20. Run the World (Girls)
21. Why Don't You Love Me
22. I Will Always Love You / Halo
23. Single Ladies (Put a Ring on It)

## Date
| Date           | Audience    |
| -------------- | ----------- |
| 25 maggio 2012 | 5050 / 5050 |
| 26 maggio 2012 | 5050 / 5050 |
| 27 maggio 2012 | 5050 / 5050 |
| 28 maggio 2012 | 5050 / 5050 |